# Gohar Harutyunyan
 (janvier 2025).
Pour les articles homonymes, voir Harutyunyan.
Gohar Harutyunyan (née le 25 août 1979) est une mannequin arménienne qui remporte les concours de beauté Miss Arménie 1998, Miss CIS 1999 (Communauté des États indépendants) et Mrs. Globe 2010.

## Biographie
Gohar Harutyunyan est originaire d'Erevan, où elle grandit. Elle aspire à devenir peintre et étudie à l'université pédagogique arménienne, où elle se spécialise en arts. Ensuite, en 2000, elle déménage aux États-Unis, où elle obtient son diplôme du département commerce/marketing de l'université polytechnique de Pomona, en Californie (California State Polytechnic University).
Elle participe pour la première fois à un concours de beauté en 1997, au cours duquel elle remporte le premier titre de finaliste. En 1997, en signant un contrat avec l'organisation de Miss Arménie, elle représente l'Arménie dans plusieurs concours de beauté, notamment Miss Monde Étudiante 1997 (en Corée du Sud), Miss Tourisme 1997 (en Inde) et American Dream Girl 1997 (aux Bahamas).
En 1998, elle remporte le concours de Miss Arménie 1998. Après son couronnement, le 29 janvier 1999, à Moscou, en compétition avec 36 autres participantes de 12 pays, elle remporte le concours de Miss CIS. C'est la première victoire dans l'histoire de l'Arménie lors d'un concours international de beauté.
Après avoir remporté le titre de Miss CIS à Moscou, elle est invitée à la cérémonie annuelle de remise des prix nationaux « Zolota Fortuna » à Kiev en Ukraine, où elle reçoit le prix « Reine du podium européen »[source secondaire souhaitée].
Aux États-Unis, elle est connue pour son apparition dans une publicité commerciale pour le service de limousine dénommé MLS en compagnie du roi de la pop Michael Jackson. En 2001, une publicité conjointe avec Michael Jackson est publiée dans le magazine « Hotels and Great Resorts ».
En 2009, elle participe au concours Mme Globe 2010 et le remporte.
Au cours de sa carrière de mannequin, elle participe à des défilés de mode, projets télévisés, tournages et clip vidéos. Les plus célèbres d'entre eux sont Macy's Passport, St. John et DKNY. Sa participation dans le clip vidéo Good Boys de la chanteuse Debbie Harry du groupe Blondie est sa plus visible apparition[source secondaire souhaitée].
En plus de son travail dans le domaine de la mode, elle travaille aussi comme présentatrice dans l'émission de divertissement Z Project de la chaîne de télévision américaine Los Angeles Horizon[source secondaire souhaitée].
En 2017, elle crée le Fonds culturel pan-arménien Miss Arménie et elle devient la première directrice nationale de concours de beauté à obtenir les licences pour représenter l'Arménie aux concours internationaux Miss Monde et Miss Univers[source secondaire souhaitée]. Cela permet de donner l'opportunité aux femmes arméniennes de représenter la République d'Arménie dans ces deux concours reconnus.
En 2021, elle divorce de son ex-mari. Ce dernier a contracté plusieurs emprunts au nom de sa femme, puis s'est réfugié en Russie dans sa ville natale de Maykop, laissant la garde des 5 enfants sur les épaules de son ex-femme et rompant tout contact avec eux. Son ex-mari souffrait de troubles psychologiques et mentaux.
En 2022, elle devient la représentante officielle de la marque française Yon-Ka, commercialisant des produits de soins du visage et du corps dans plusieurs pays de la CEI, dont l'Arménie, la Géorgie, l'Ouzbékistan, le Kazakhstan, le Kirghizistan et le Turkménistan.

## Actrice
- Le voyage (2002)[7]
- 3 semaines à Erevan (2016)